# Cerfignano
Cerfignano is een plaats (frazione) in de Italiaanse gemeente Santa Cesarea Terme.